# Сайко Віктор Федорович
Віктор Федорович Сайко (нар. 7 березня 1936, село Дейманівка, тепер Пирятинського району Полтавської області) — український радянський діяч, фахівець в галузі сільського господарства, директор Українського НДІ землеробства Південного відділення ВАСГНІЛ. Депутат Верховної Ради УРСР 11-го скликання. Доктор сільськогосподарських наук (1987), професор (1991), член-кореспондент ВАСГНІЛ (1988). Академік Української аграрної академії наук (1990). Іноземний член Російської академії наук (з 2014).

## Біографія
У 1954—1957 роках — студент Березоворудського сільськогосподарського технікуму (село Березова Рудка Полтавської області).
У 1957—1959 роках — головний агроном колгоспу імені Сталіна Оржицького району Полтавської області.
Член КПРС з 1959 року.
У 1959—1963 роках — бригадир комплексної бригади колгоспу імені Калініна міста Пирятин Полтавської області. У 1963—1965 роках — головний агроном колгоспу «Авангард» міста Пирятин Полтавської області.
У 1959—1965 роках — студент Української сільськогосподарської академії без відриву від виробництва.
У 1965—1966 роках — заступник начальника Пирятинського районного виробничого управління сільського господарства Полтавської області. У 1966—1970 роках — начальник Гребінківського районного виробничого управління сільського господарства Полтавської області. У 1970—1973 роках — 1-й заступник голови виконкому Гребінківської районної ради депутатів трудящих, начальник Гребінківського районного управління сільського господарства Полтавської області.
У 1972 році в Українській сільськогосподарській академії захистив кандидатську дисертацію на тему «Вплив агротехнічних прийомів на врожай озимої пшениці в умовах Лівобережного Лісостепу України».
У 1973—1976 роках — завідувач відділу сортової агротехніки Миронівського науково-дослідного інституту селекції і насінництва пшениці ВАСГНІЛ (с. Центральне Миронівського району Київської області). У 1976—1983 роках — заступник директора з наукової роботи Миронівського науково-дослідного інституту селекції і насінництва пшениці ВАСГНІЛ Київської області.
У 1983—2011 роках — директор Українського науково-дослідного інституту землеробства Південного відділення ВАСГНІЛ (з 1990 року — Інституту землеробства УААН, з 2006 року — Національного наукового центру «Інститут землеробства НААН» (селище Чабани Київської області)). З 2011 року — радник дирекції інституту.
У 1987 році в Московській сільськогосподарській академії захистив докторську дисертацію на тему «Наукові основи вирощування озимої пшениці за інтенсивною технологією»;
У 1984—1996 роках — член Науково-технічної ради Міністерства сільського господарства і продовольства України. З 1998 року — заступник співголови Міжвідомчої наукової ради НАН України та НААН з проблем агропромислового комплексу.
У 1983—1991 роках — керівник Київського селекційного центру ВАСГНІЛ. З 1983 року — керівник Центру наукового забезпечення агропромислового виробництва Київської області. У 1996—2000 роках — голова експертної ради ВАК з агрономії, лісового господарства і меліорації.
Автор понад 300 публікацій, серед них 12 монографій, 2 навчальних посібника.

## Нагороди
- орден «За заслуги» ІІ ступеня (2017)
- орден «За заслуги» ІІІ ступеня (2006)
- орден князя Ярослава Мудрого 5-го ст. (2000)
- орден Трудового Червоного Прапора (1976)
- два ордени Знак Пошани (1965, 1987)
- медалі
- лауреат Державної премії Української РСР в галузі науки і техніки (1977)
- Лауреат Державної премії України в галузі науки і техніки (1991)
- лауреат премії імені Вернадського УЕАН (1977, 1995)
- заслужений діяч науки і техніки України (1995)